# 올림픽 필리핀 선수단
올림픽 필리핀 선수단(영어: Philippines at the Olympics)은 필리핀을 대표해서 올림픽에 참가하는 선수단이다. 1924년 하계 올림픽부터 2020년 하계 올림픽까지 1980년 하계 올림픽 보이콧을 제외하고 모두 참여했다. 또한, 동계 올림픽은 5번 참여했다.

## 선수

### 하계 올림픽
필리핀은 1924년 하계 올림픽에 참여하면서 동남아시아에서 처음으로 출전한 국가가 되었다. 첫 메달은 다음 올림픽인 1928년 하계 올림픽에서 얻었다.

### 동계 올림픽
필리핀은 1972년 동계 올림픽에 처음 참가했으며 이 당시 알파인 스키 선수 2인을 파견했다.

## 메달 획득 결과

### 하계 올림픽 대회별 메달 획득 개수
| 개최지              | 금                         | 은                         | 동                         | 합계                       |
| 1900 - 1920         | 미국 선수단 자격으로 참가. | 미국 선수단 자격으로 참가. | 미국 선수단 자격으로 참가. | 미국 선수단 자격으로 참가. |
| 1924 파리           | 0                          | 0                          | 0                          | 0                          |
| 1928 암스테르담     | 0                          | 0                          | 1                          | 1                          |
| 1932 로스엔젤레스   | 0                          | 0                          | 3                          | 3                          |
| 1936 베를린         | 0                          | 0                          | 1                          | 1                          |
| 1948 런던           | 0                          | 0                          | 0                          | 0                          |
| 1952 헬싱키         | 0                          | 0                          | 0                          | 0                          |
| 1956 멜버른         | 0                          | 0                          | 0                          | 0                          |
| 1960 로마           | 0                          | 0                          | 0                          | 0                          |
| 1964 도쿄           | 0                          | 1                          | 0                          | 1                          |
| 1968 멕시코시티     | 0                          | 0                          | 0                          | 0                          |
| 1972 뮌헨           | 0                          | 0                          | 0                          | 0                          |
| 1976 몬트리올       | 0                          | 0                          | 0                          | 0                          |
| 1980 모스크바       | 불참                       | 불참                       | 불참                       | 불참                       |
| 1984 로스엔젤레스   | 0                          | 0                          | 0                          | 0                          |
| 1988 서울           | 0                          | 0                          | 1                          | 1                          |
| 1992 바르셀로나     | 0                          | 0                          | 1                          | 1                          |
| 1996 애틀랜타       | 0                          | 1                          | 0                          | 1                          |
| 2000 시드니         | 0                          | 0                          | 0                          | 0                          |
| 2004 아테네         | 0                          | 0                          | 0                          | 0                          |
| 2008 베이징         | 0                          | 0                          | 0                          | 0                          |
| 2012 런던           | 0                          | 0                          | 0                          | 0                          |
| 2016 리우데자네이루 | 0                          | 1                          | 0                          | 1                          |
| 2020 도쿄           | 1                          | 2                          | 1                          | 4                          |

### 동계 올림픽 대회별 메달 획득 개수
| 개최지              | 금   | 은   | 동   | 합계 |
| 1972 삿포로         | 0    | 0    | 0    | 0    |
| 1976 인스부르크     | 불참 | 불참 | 불참 | 불참 |
| 1980 레이크플래시드 | 불참 | 불참 | 불참 | 불참 |
| 1984 사라예보       | 불참 | 불참 | 불참 | 불참 |
| 1988 캘거리         | 0    | 0    | 0    | 0    |
| 1992 알베르빌       | 0    | 0    | 0    | 0    |
| 1994 릴레함메르     | 불참 | 불참 | 불참 | 불참 |
| 1998 나가노         | 불참 | 불참 | 불참 | 불참 |
| 2002 솔트레이크시티 | 불참 | 불참 | 불참 | 불참 |
| 2006 토리노         | 불참 | 불참 | 불참 | 불참 |
| 2010 밴쿠버         | 불참 | 불참 | 불참 | 불참 |
| 2014 소치           | 0    | 0    | 0    | 0    |
| 2018 평창           | 0    | 0    | 0    | 0    |

### 하계 올림픽 종목별 메달 획득 개수
| 종목 | 금 | 은 | 동 | 합계 |
| 역도 | 1  | 1  | 0  | 2    |
| 복싱 | 0  | 4  | 4  | 8    |
| 수영 | 0  | 0  | 2  | 2    |
| 육상 | 0  | 0  | 2  | 2    |

### 동계 올림픽 종목별 메달 획득 개수
| 종목 | 금 | 은 | 동 | 합계 |
| -    | -  | -  | -  | -    |

## 메달 리스트
| 메달   | 선수              | 대회                | 종목 | 세부                |
| ------ | ----------------- | ------------------- | ---- | ------------------- |
| 동메달 | 테오필로 엘데폰소 | 1928 암스테르담     | 수영 | 남자 200m 평영      |
| 동메달 | 테오필로 엘데폰소 | 1932 로스엔젤레스   | 수영 | 남자 200m 평영      |
| 동메달 | 시메온 토리비오   | 1932 로스엔젤레스   | 육상 | 남자 높이뛰기       |
| 동메달 | 호세 빌라누에바   | 1932 로스엔젤레스   | 복싱 | 남자 밴텀급         |
| 동메달 | 미겔 화이트       | 1936 베를린         | 육상 | 남자 400m 허들      |
| 은메달 | 앤서니 빌라누에바 | 1964 도쿄           | 복싱 | 남자 페더급         |
| 동메달 | 레오폴드 세란테스 | 1988 서울           | 복싱 | 남자 라이트플라이급 |
| 동메달 | 로엘 벨라스코     | 1992 바르셀로나     | 복싱 | 남자 라이트플라이급 |
| 은메달 | 만세토 벨라스코   | 1996 애틀랜타       | 복싱 | 남자 라이트플라이급 |
| 은메달 | 하이딜린 디아스   | 2016 리우데자네이루 | 역도 | 여자 53kg           |
| 금메달 | 하이딜린 디아스   | 2020 도쿄           | 역도 | 여자 55kg           |
| 은메달 | 카를로 팔람       | 2020 도쿄           | 복싱 | 남자 플라이급       |
| 은메달 | 네스티 페테시오   | 2020 도쿄           | 복싱 | 여자 페더급         |
| 동메달 | 에우미르 마르시알 | 2020 도쿄           | 복싱 | 남자 미들급         |

## 같이 보기
- 패럴림픽 필리핀 선수단
- 동계 올림픽에 참가한 열대 국가